# Bragança (tỉnh)
Tỉnh Bragança (phát âm tiếng Bồ Đào Nha: [bɾɐˈɣɐ̃sɐ]; tiếng Bồ Đào Nha: Distrito de Bragança; tiếng Mirandese: Çtrito de Bergáncia) là một tỉnh của Bồ Đào Nha. Thủ phủ tỉnh đóng tại thành phố Bragança. Dân số tỉnh này là 136.252 người (năm 2011), tỉnh có diện tích 6.608 km². Tỉnh tọa lạc ở góc phía đông bắc biên giới với các vùng Galicia và Castilla và León của Tây Ban Nha, chiếm 7,4% đất của lục địa Bồ Đào Nha. Thủ phủ tỉnh, Bragança, có cự ly 217 km từ Porto, thành phố lớn thứ hai ở Bồ Đào Nha, và 107 km và 169 km so với các thị xã Tây Ban Nha của Zamora và Salamanca. Về hành chính, tỉnh Bragança được chia thành mười hai khu tự quản và 299 giáo.

## Các khu tự quản
Tỉnh gồm 12 khu tự quản:
- Alfândega da Fé
- Bragança
- Carrazeda de Ansiães
- Freixo de Espada à Cinta
- Macedo de Cavaleiros
- Miranda do Douro
- Mirandela
- Mogadouro
- Moncorvo
- Vila Flor
- Vimioso
- Vinhais